# Château de Choisy (Haute-Savoie)
Il ne doit pas être confondu avec le château de La Balme à La Balme-de-Sillingy.
Le château de Choisy ou château de la Balme, chef-lieu de la seigneurie de Choisy, puis du comté de la Balme, est une ancienne maison forte du XVIe siècle qui se dresse sur la commune de Choisy dans le département de la Haute-Savoie, en région Auvergne-Rhône-Alpes.
Le château de Choisy fait l’objet d’une inscription partielle au titre des monuments historiques par arrêté du 8 mars 1982. Seule la cheminée Renaissance est inscrite.

## Situation
Le château de Choisy est situé dans le département français de la Haute-Savoie sur la commune de Choisy, au sud-ouest du bourg.

## Historique

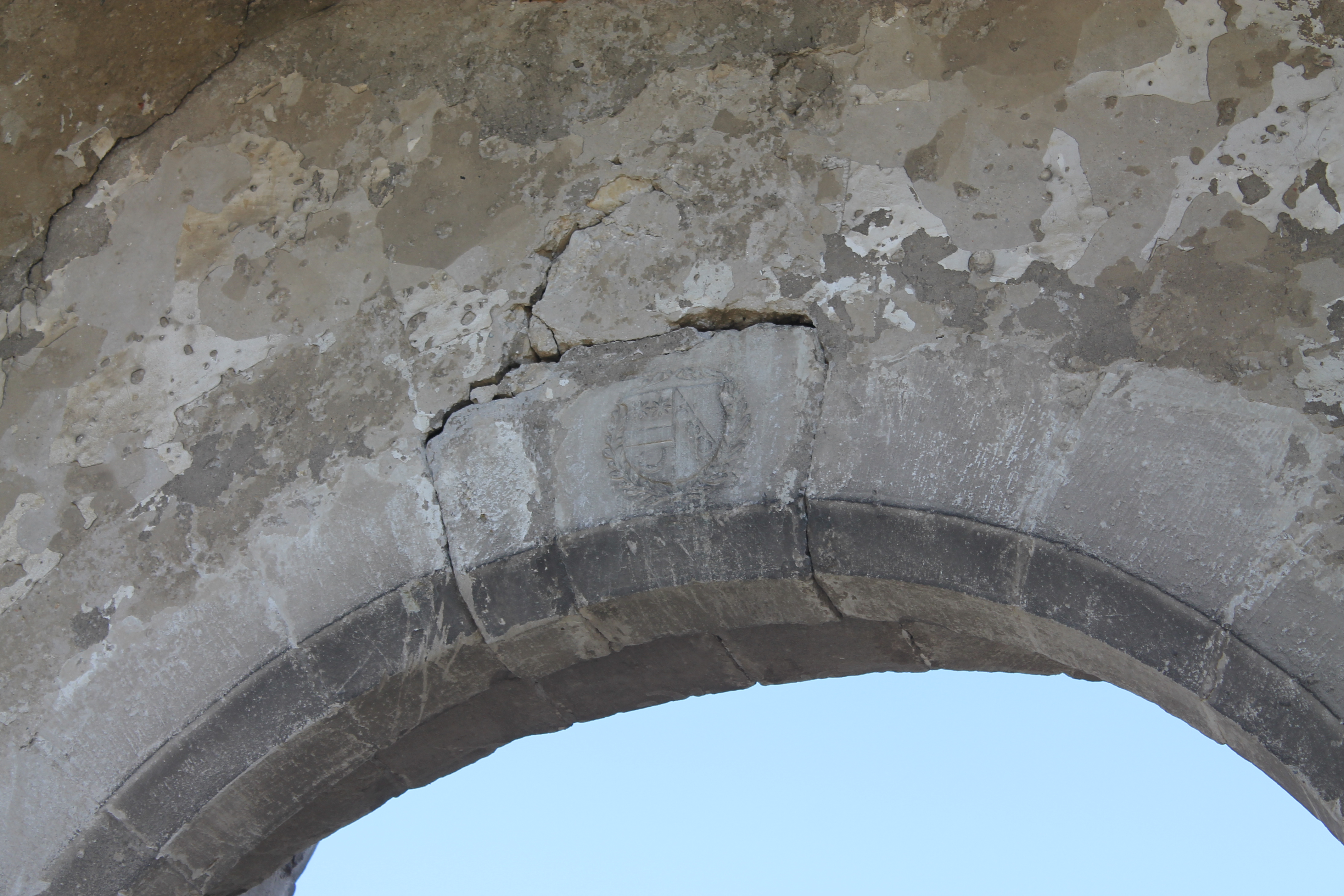
Détails de la tour-porte du château de Choisy, surmonté des armes de Louis Reydet et Louise Pobel (août 2018).

Le château de Choisy est construit en 1559 par le notaire Catherin Pobel, originaire de Bonneville, président du Conseil présidial du Genevois et Premier Président du Souverain Sénat de Savoie (1559), qui avait acheté à François de Sales, le père de saint François de Sales, la juridiction du fief de Choisy en 1557. Sa fille, Louise Pobel apportera en dot Choisy à Louis de Reydet, anobli en 1560 originaire de Saint-Sigismond, notaire de la Chambre apostolique à Rome, seigneur de la Vulpillière (Avregny, Allonzier-la-Caille) qu'il a acquise en 1568, souche des Reydet de la Vulpillière, branche aîné, et des Reydet de Choisy. Cette branche cadette s'éteindra avec Jeanne-Françoise de Reydet de Choisy, épouse du marquis d'Allemogne (Thoiry) André-Gaspard de Livron, faite comtesse de la Balme, en 1681, qui hérite déjà veuve du château de Choisy. Ses trois fils étant morts sans descendance, le château passe à la famille de Conzié, à la suite de l'union de Marguerite, sa fille, avec Edmond de Conzié qui prendra le titre de marquis d'Allemogne, comte de la Balme et seigneur de Choisy. Cette famille conservera le château jusqu'à la Révolution qui par la suite fut transformé en exploitation agricole.

## Description

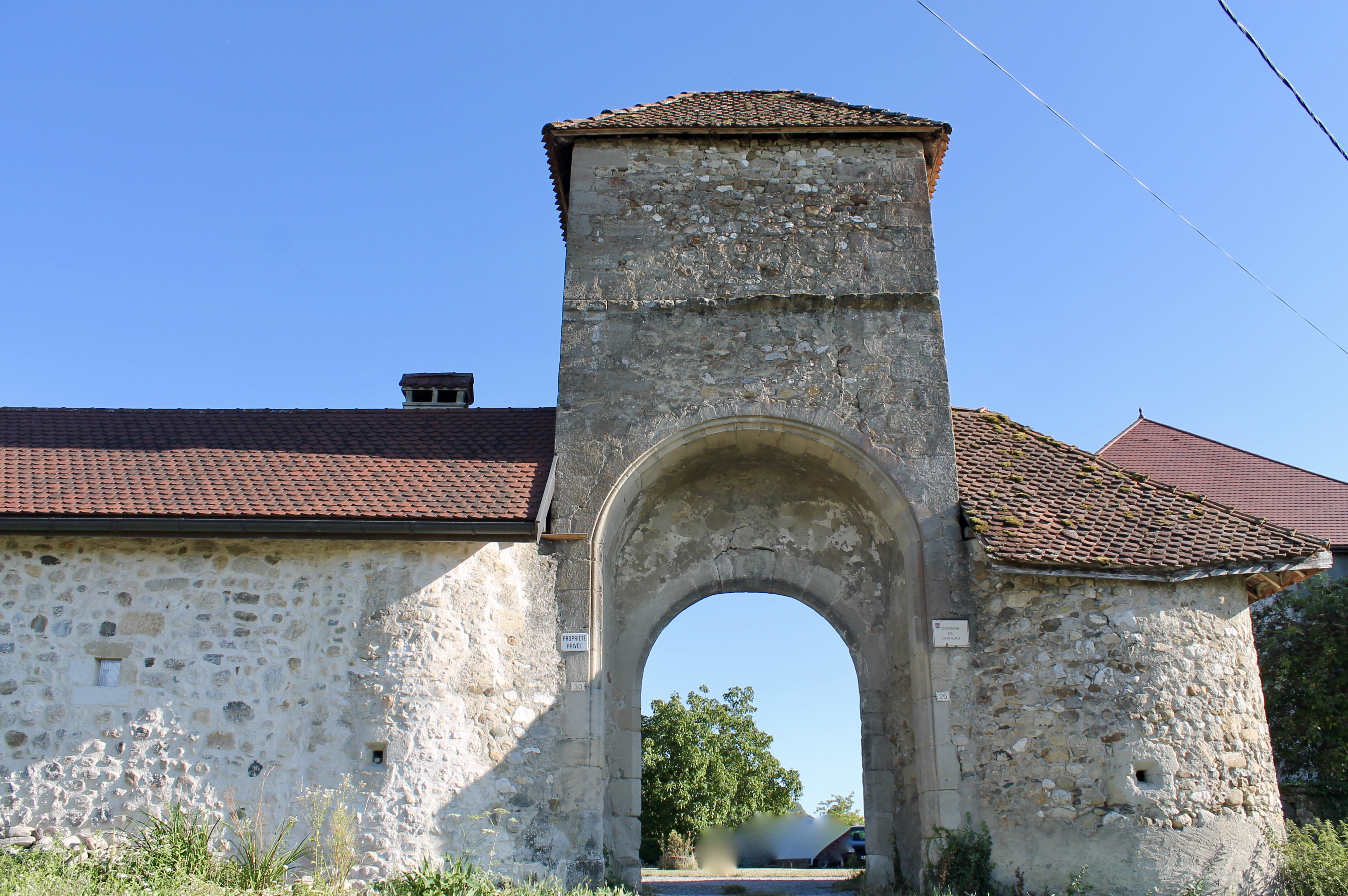
Tour-porte, abritant un colombier.
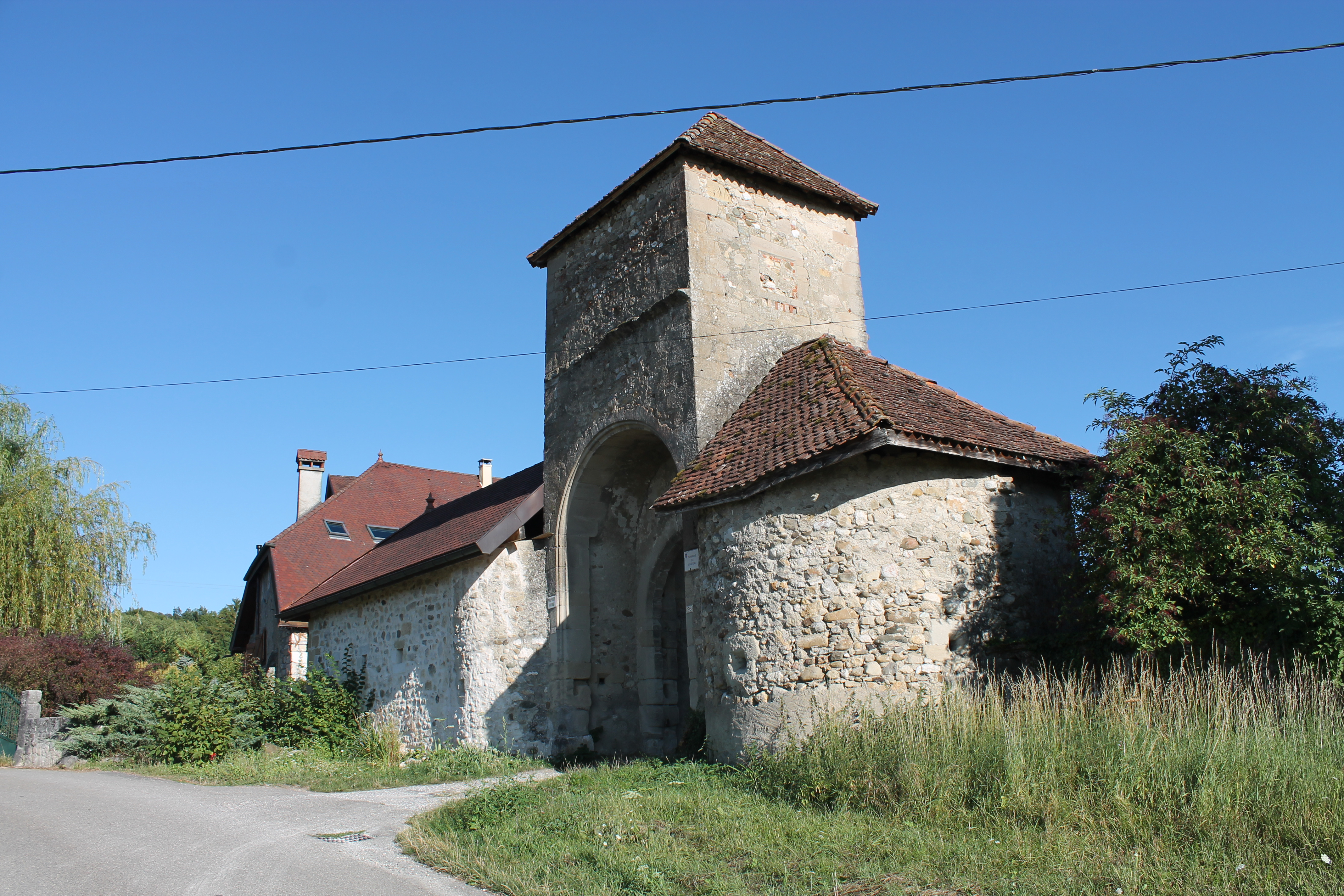
Tour-porte.
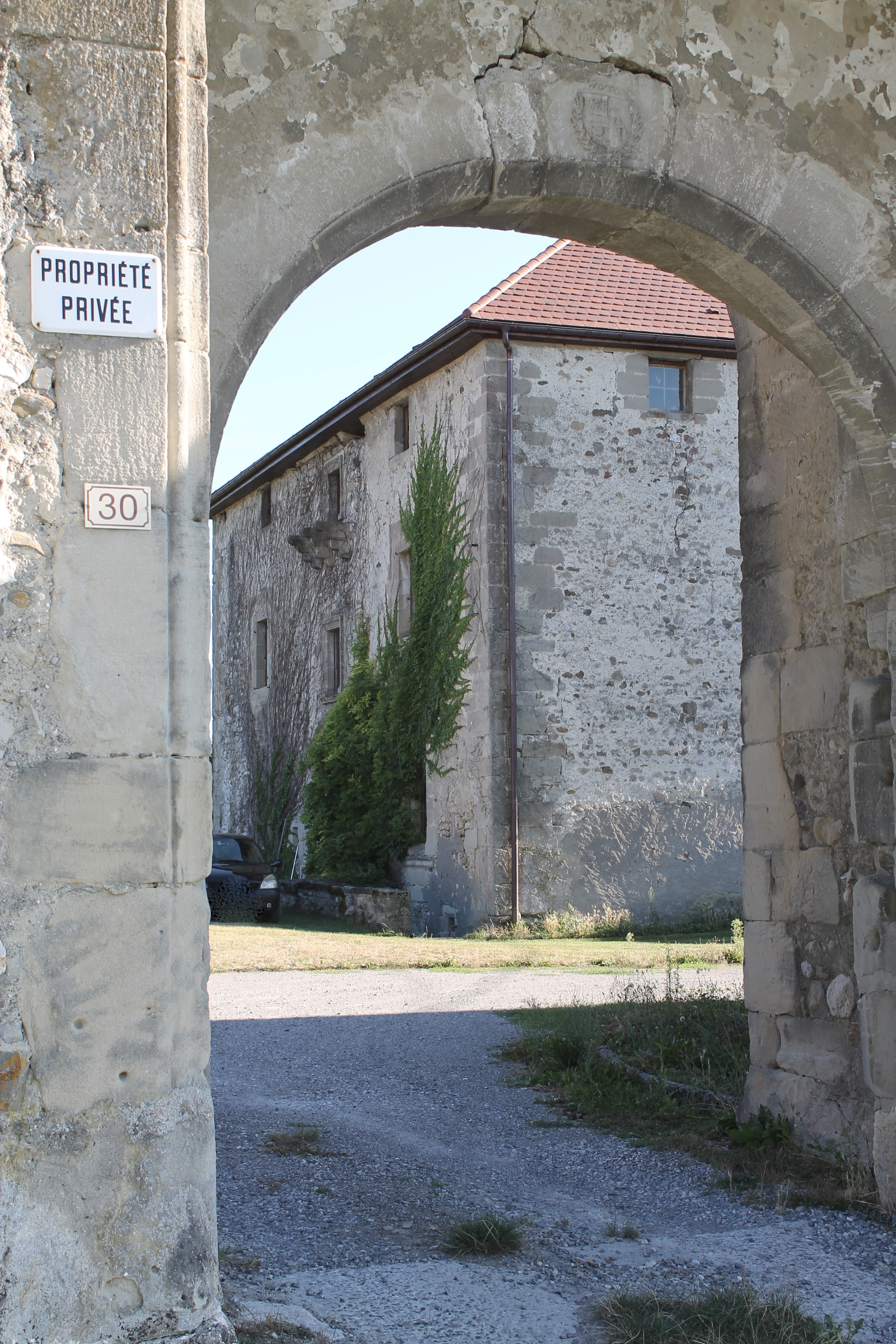
Tour-porte et logis.
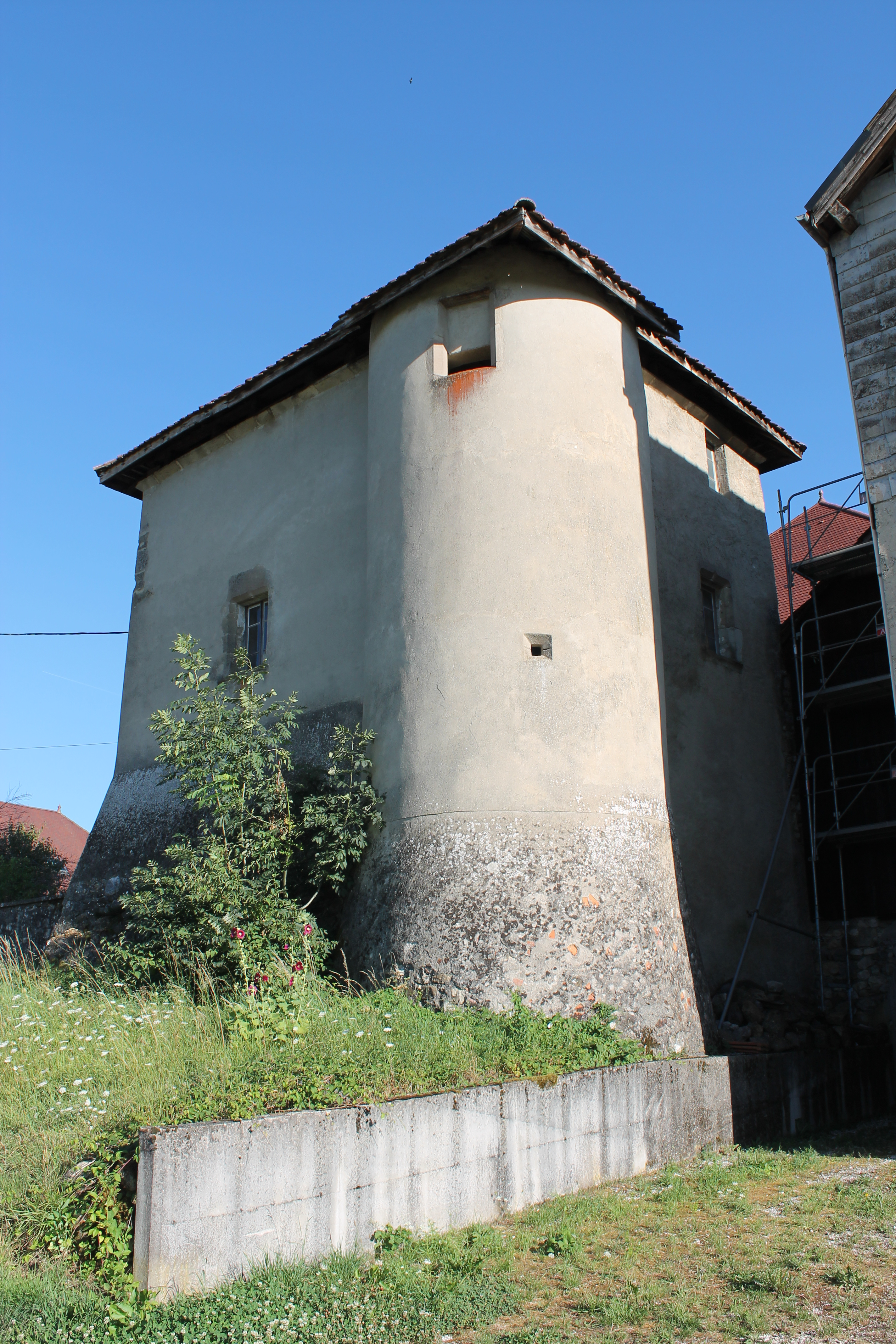
Bâti situé sur la droite.
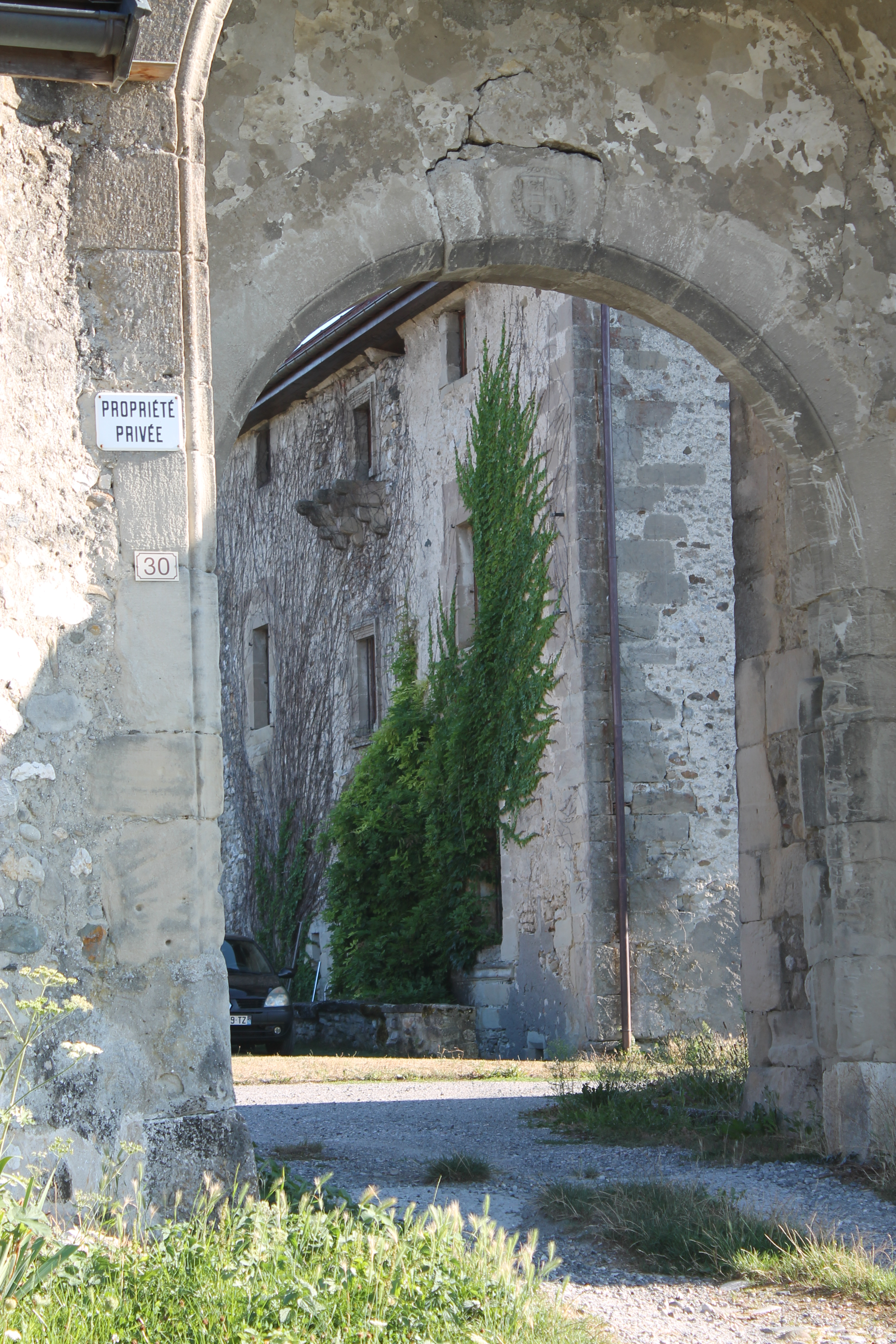
Tour-porte et logis.

Le château de Choisy se présente aujourd'hui sous la forme d'un vaste édifice quadrangulaire complété par la chapelle. On accède à la cour du château par une tour-porte, surmonté des armes de Louis Reydet et Louise Pobel, qui abrite un colombier. Elle est flanquée de deux bâtiments bas dont l'un abrite le four. La porte d'entée du château, de style Renaissance, est surmonté d'un fronton triangulaire au centre duquel se trouve un blason avec les armes familiales. Le rez-de-chaussée abrite une cheminée Renaissance, inscrite monument historique. On peut également voir à l'intérieur un bel escalier ainsi que deux portes décorées dont l'une porte la date de 1559.